# Eduardo Naranjo
Eduardo Naranjo Martínez (Monesterio, Badajoz, Extremadura; 25 de agosto de 1944) es un pintor y grabador español.

## Inicios
Nace en el seno de una familia campesina, segundo de cinco hermanos, con unas magníficas condiciones innatas para el dibujo. A la edad de doce años, en 1957, sus trabajos son descubiertos por Eduardo Acosta, pintor estrechamente vinculado a Monesterio, que convence a sus padres para que ingrese en la Escuela de Artes Aplicadas y Oficios de Sevilla. En los tres años que pasa allí practica sobre todo el bodegón y el paisaje (Vista de Triana, de 1958; su primera venta, Calle de santa Clara, de 1959; o Bodegón con gallo, de la misma fecha), al tiempo que experimenta con la figuración al óleo, destacando el Retrato de su abuela materna, de 1959. En la capital andaluz, además, entra en contacto y aprende de la pintura de autores fundamentales como Zurbarán, Murillo, Valdés Leal, Gonzalo Bilbao o Gustavo Bacarisas.   
Destacado estudiante, sus calificaciones sobresalientes le valen para que el Ayuntamiento de Monesterio le conceda una subvención anual para poder continuar con su formación. Será gracias a esto y a los reconocimientos que iba consiguiendo en distintos certámenes (entre ellos, ser seleccionado en la Exposición de Primavera del Pabellón Mudéjar para la prestigiosa beca "Bartolomé Esteban Murillo" de la Diputación Provincial de Sevilla) que, en septiembre de 1960, con dieciséis años, es admitido en la Escuela de Bellas Artes de Santa Isabel de Hungría. Conocido y discutido ya en los círculos artísticos de la ciudad, la Diputación de Badajoz también decide entonces contribuir con una beca a su prometedora carrera. En la Escuela de Bellas Artes de Sevilla estudia el curso de Preparatorio, obteniendo el premio por mejor expediente. Y el verano del 61 lo dedica a pintar paisajes de Monesterio y su entorno (el óleo sobre tabla Plaza Chica de Zafra, el dibujo sobre papel Plaza con fuente de Guadalupe o el óleo sobre lienzo Plaza de Calera de León, entre otros).  
Aconsejado por Eduardo Acosta, en septiembre se traslada a estudiar a la Escuela de Bellas Artes de San Fernando en Madrid, mientras en el Ateneo de Sevilla se celebra su primera exposición personal. Será en aquella institución donde complete su formación pictórica a mediados de 1965, compartiendo promoción con José Luis Alexanco, Margarita Zuloaga, Nieves Solana o José Sánchez Carralero, entre otros. De estos últimos años de formación, dominados todavía por el academicismo, sobresalen Plaza de la Villa de Madrid de noche (1964), los retratos de Marta (1962) y Maruchi Martínez Cortés (1963) y su primer Autorretrato, de 1964, que evidencian el dominio de distintas técnicas (cera, pastel y óleo) y sobre distintas superficies (papel, tabla y lienzo).    

## Etapa expresionista o neofigurativa (1965-1969)
Una vez concluidos sus estudios de Bellas Artes, inicia el aprendizaje de pintura mural al fresco, con Manuel López-Villaseñor, y de grabado calcográfico, con Luis Alegre y Álvaro Paricio
Entre otras, La casa de Bernarda Alba, de Lorca, y Hazme de la noche un cuento, de Jorge Márquez. En 1986 inició los grabados del libro Poeta en Nueva York de Federico García Lorca, que terminó en 1991. Estos fueron expuestos por primera vez en la Feria del Libro de Madrid en 1987.

## Premios y reconocimientos
- 1958. Premio de dibujo "del Antiguo" de la Escuela de Artes y Oficios de Sevilla.
- 1961. Premio de "Retratos" y premio de "Dibujo" de la Escuela de Bellas Artes de San Fernando.
- 1974. Premio Internacional de Dibujo "Luis de Morales" del Ayuntamiento de Badajoz.
- 1979. Mejor Artista Plástico del Año por la Revista Blanco y Negro.
- 1985. Académico de número de la Real Academia Extremeña de las Letras y las Artes.
- 1991. "Extremeño de Hoy" del diario HOY.
- 1991. Medalla de Extremadura.
- 1992. Académico Correspondiente de la Real Academia de Bellas Artes de Santa Isabel de Hungría de Sevilla.
- 1994. Premio Nacional de Grabado "María de Salamanca" del Museo del Grabado Español Contemporáneo de Marbella.
- 1995. Cruz al Mérito Militar por su contribución a las Artes y al Ejército.
- 1998. Académico Correspondiente de la Real Academia de Ciencias, Bellas Letras y Nobles Artes de Córdoba.
- 1998. Académico Correspondiente de la Real Academia de Bellas Artes de Nuestra Señora de las Angustias de Granada.
- 2015. "Medalla de Honor" de la Asociación Nacional de Pintores y Escultores.
- 2016	Premio Grada de la edición 2016 en la categoría 'Cultura', Badajoz. Clases Magistrales en la Universidad de Bellas Artes de Pekín.
- 2018. "Premio de Honor a la Mejor Trayectoria Profesional y Artística" de la Fundación Jorge Alió de Alicante.